# ارگانوپونیکوس

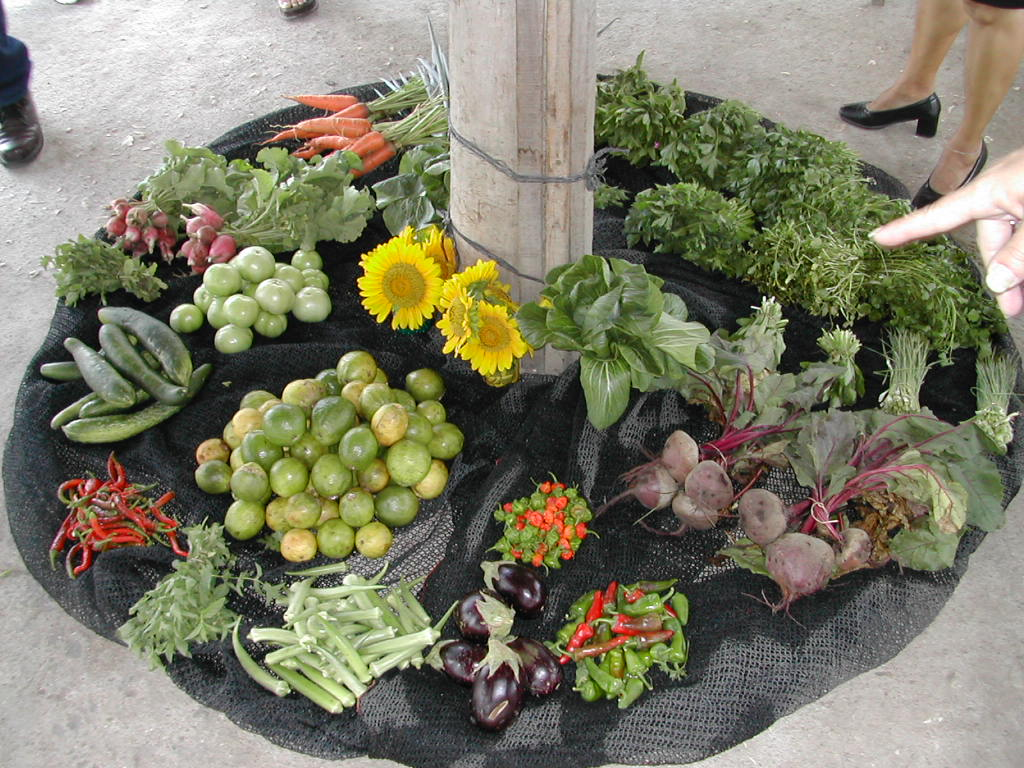
محصولات کشاورزی و گل‌های آفتابگردان از یک کارخانه ارگانیک کوبایی

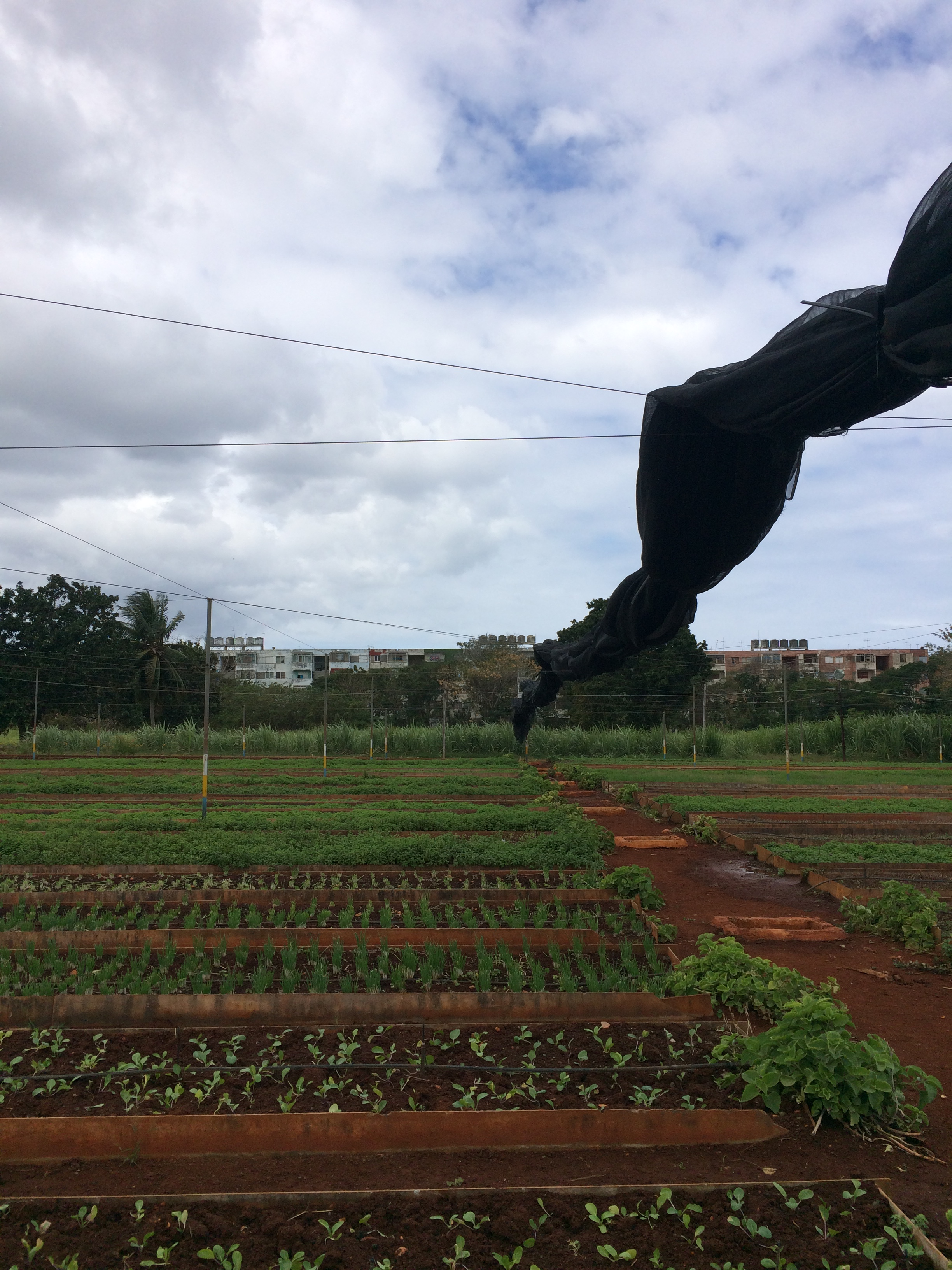
ردیف‌های کشت در مزرعه ارگانیک آلامار در هاوانا. همان‌طور که از منظره شهر در پس‌زمینه پیداست، بسیاری از کشت‌های ارگانیک در محیط‌های شهری توسعه یافته‌اند.

ارگانوپونیکوس یا ارگانیکوپونیک نوعی سیستم کشاورزی شهری است که در آن از باغ‌های ارگانیک استفاده می‌شود. این رشته از کوبا سرچشمه گرفته و هنوز هم عمدتاً در آنجا متمرکز است. این سیستم اغلب از دیوارهای بتنی کم‌ارتفاع پر از مواد آلی و خاک تشکیل شده است و خطوط آبیاری قطره‌ای روی سطح محیط کشت قرار گرفته‌اند. کشاورزی ارگانیک نوعی کشاورزی محلی است که به نیروی کار زیادی نیاز دارد.
کشاورزان ارگانیک از طیف گسترده‌ای از تکنیک‌های کشاورزی-اکولوژیکی از جمله مدیریت تلفیقی آفات، کشت چند محصولی و تناوب زراعی استفاده می‌کنند. بیشتر مواد آلی نیز از طریق کمپوست در داخل باغ‌ها تولید می‌شوند. این امر امکان تولید با حداقل نهاده‌های نفتی را فراهم می‌کند.
ارگانوپونیکوس ابتدا به عنوان یک واکنش اجتماعی به فقدان امنیت غذایی در دوره ویژه پس از فروپاشی اتحاد جماهیر شوروی ظهور کرد. این سازمان از نظر مالکیت، دسترسی و مدیریت به صورت عمومی فعالیت می‌کند، اما به شدت توسط دولت کوبا یارانه و پشتیبانی می‌شود.

## پیشینه

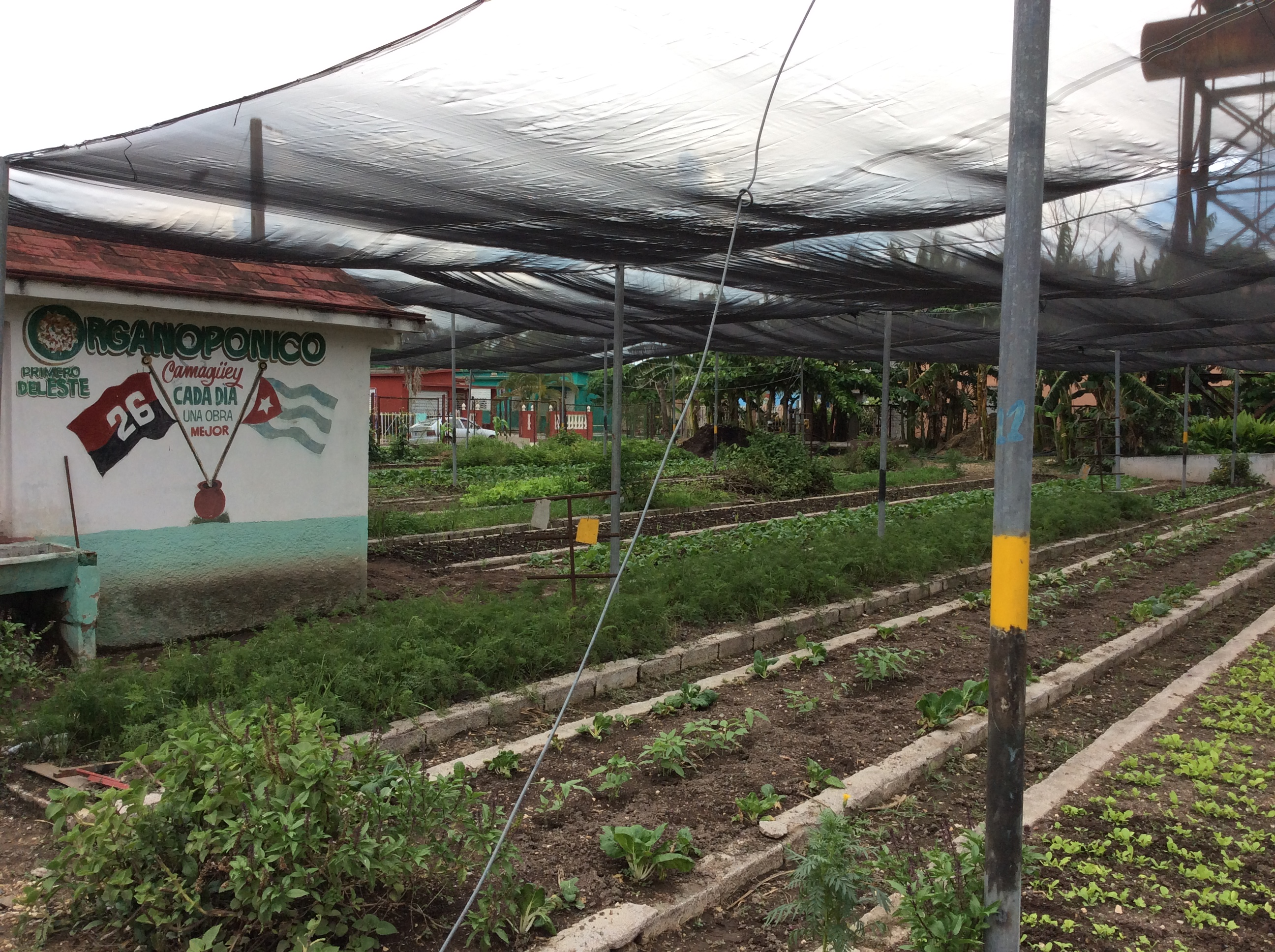
شهری در منطقه مرکزی جزیره

در طول جنگ سرد، اقتصاد کوبا به شدت به حمایت اتحاد جماهیر شوروی متکی بود. در ازای شکر، کوبا نفت، فرآورده‌های نفتی، مواد شیمیایی کشاورزی (مانند کود و آفت‌کش) و سایر محصولات کشاورزی یارانه‌ای دریافت می‌کرد. علاوه بر این، تقریباً ۵۰٪ از مواد غذایی کوبا وارداتی بود. تولید مواد غذایی کوبا حول محور تعاونی‌های کشاورزی صنعتی در مقیاس بزرگ به سبک شوروی سازماندهی شده بود. قبل از فروپاشی اتحاد جماهیر شوروی، کوبا سالانه بیش از ۱ میلیون تن کود شیمیایی و تا ۳۵۰۰۰ تن علف‌کش و آفت‌کش مصرف می‌کرد.
با فروپاشی اتحاد جماهیر شوروی، کوبا شریک تجاری اصلی خود و یارانه‌های تجاری مطلوبی را که از آن دریافت می‌کرد، و همچنین دسترسی به نفت، کودهای شیمیایی، آفت‌کش‌ها و غیره را از دست داد. از سال ۱۹۸۹ تا ۱۹۹۳، اقتصاد کوبا ۳۵ درصد کوچک شد؛ تجارت خارجی ۷۵ درصد کاهش یافت. بدون کمک شوروی، تولید کشاورزی داخلی به نصف کاهش یافت. در این دوره که در کوبا به عنوان دوره ویژه شناخته می‌شود، کمبود مواد غذایی به شدت افزایش یافت. میانگین سرانه مصرف کالری از ۲۹۰۰ کالری در روز در سال ۱۹۸۹ به ۱۸۰۰ کالری در سال ۱۹۹۵ کاهش یافت. مصرف پروتئین ۴۰ درصد کاهش یافت.
برای مقابله با این مشکل، کوبا شروع به جستجوی راه‌هایی برای افزایش تولید مواد غذایی خود کرد. این کار از طریق ایجاد مزارع کوچک خصوصی و هزاران باغ بازاری شهریِ کوچک انجام شد. با کمبود بسیاری از مواد شیمیایی و کودهای شیمیایی، بسیاری از مواد غذایی عملاً ارگانیک شدند. هزاران کشاورز جدید شهری که پارسِلِرو (به نام پارسِلِرو یا قطعات زمینشان) نامیده می‌شدند، پدیدار شدند. آنها تعاونی‌های کشاورزی و بازارهای کشاورزان را تشکیل و توسعه دادند. این کشاورزان شهری توسط وزارت کشاورزی کوبا حمایت می‌شدند، که متخصصان دانشگاهی را برای آموزش داوطلبان در استفاده از آفت‌کش‌های زیستی و حشرات مفید در اختیار آنها قرار می‌داد.
گسترش سریع کشاورزی شهری در اوایل دهه ۱۹۹۰ شامل استعمار زمین‌های خالی توسط گروه‌های اجتماعی و تجاری بود. در هاوانا، کارخانه‌های ارگانیک در زمین‌های خالی، پارکینگ‌های قدیمی، سایت‌های ساختمانی متروکه و حتی فضاهای بین جاده‌ها ایجاد شدند.

## وضعیت فعلی

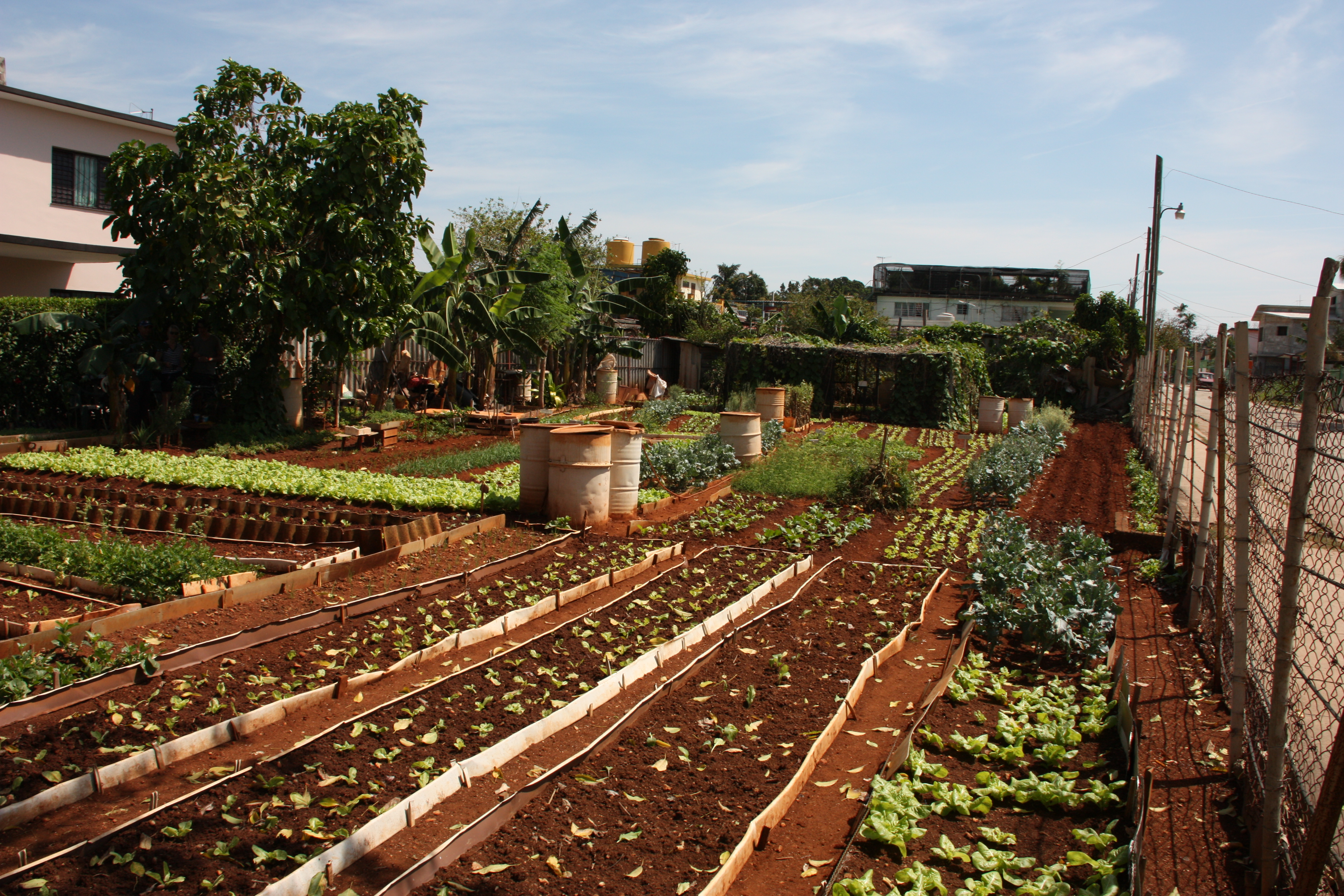
مزرعه کوچک هاوانا

در سال ۲۰۰۹، بیش از ۳۵۰۰۰ هکتار (بیش از ۸۷۰۰۰ جریب) زمین فقط در هاوانا در کشاورزی شهری مورد استفاده قرار گرفته است.
هاوانا غذای کافی برای هر ساکن تولید می‌کند تا روزانه ۲۸۰ گرم (۹٫۹ اونس) میوه و سبزیجات دریافت کند. نیروی کار کشاورزی شهری در هاوانا از ۹۰۰۰ نفر در سال ۱۹۹۹ به ۲۳۰۰۰ نفر در سال ۲۰۰۱ و بیش از ۴۴۰۰۰ نفر در سال ۲۰۰۶ افزایش یافته است. با این حال، کوبا هنوز برای کالاهای اساسی جیره‌بندی غذایی دارد. تقریباً ۶۹٪ از این کالاهای اساسی جیره‌بندی‌شده (گندم، روغن‌های گیاهی، برنج و غیره) وارداتی هستند. با این حال، در مجموع، تقریباً ۱۶٪ از مواد غذایی از خارج از کشور وارد می‌شود.
ساختارهای ارگونوپونیکوس از باغی به باغ دیگر متفاوت است. برخی توسط کارمندان دولت اداره می‌شوند، برخی دیگر به صورت مشارکتی توسط خود باغبانان اداره می‌شوند. دولت زمین و آب را در اختیار کشاورزان محلی قرار می‌دهد و مواد کلیدی مانند کمپوست آلی، بذر، قطعات آبیاری و آفت‌کش‌های آلی به نام «کنترل‌های زیستی» را به شکل حشرات مفید و روغن‌های گیاهی می‌فروشد. این کنترل‌های بیولوژیکی آفات و بیماری‌ها در حدود ۲۰۰ مرکز دولتی در سراسر کشور تولید می‌شوند. تمام محصولات باغی مانند لوبیا، گوجه فرنگی، موز، کاهو، بامیه، بادمجان و تارو به صورت فشرده در هاوانا و تنها با استفاده از روش‌های ارگانیک کشت می‌شوند، که تنها روش‌های مجاز در مناطق شهری هاوانا هستند. در ۶۸ درصد ذرت کوبایی، ۹۶ درصد کاساوا، ۷۲ درصد قهوه و ۴۰ درصد موز کوبایی از هیچ ماده شیمیایی استفاده نمی‌شود. بین سال‌های ۱۹۹۸ تا ۲۰۰۱، مواد شیمیایی در سیب‌زمینی ۶۰٪، در گوجه‌فرنگی ۸۹٪، در پیاز ۲۸٪ و در تنباکو ۴۳٪ کاهش یافت.
تلاش‌های مربوط به کشت ارگانیک، توسط برخی از نویسندگان، عمدتاً در چارچوب وسیع‌تر سیاست‌های کشاورزی دولت، منفی ارزیابی شده است. در مقاله‌ای که در سال ۲۰۱۲ در مجله اکونومیست منتشر شد، آمده است.
در همان مقاله ادعا شده بود که از سال ۲۰۱۲، برنامه‌هایی برای خصوصی‌سازی کشاورزی و برچیدن کشاورزی ارگانیک، به عنوان بخشی از برنامه‌های گسترده‌تر برای بهبود بهره‌وری، وجود داشته است. با این حال، تا سال ۲۰۱۸، کشاورزی ارگانیک همچنان یک جزء فعال از سیستم کشاورزی کوبا است.

## قابلیت اجرا فراتر از کوبا
در ونزوئلا، دولت سوسیالیستی در تلاش است تا کشاورزی شهری را به مردم معرفی کند. در کاراکاس، دولت برنامه آزمایشی «ارگانوپونیکو بولیوار ۱» را برای ورود ارگانوپونیکو به ونزوئلا آغاز کرده است. کشاورزی شهری در کاراکاس مورد استقبال قرار نگرفته است. برخلاف کوبا، که در آن ارگانوپونیکوس از پایین به بالا و به دلیل ضرورت ظهور کرد، ارگانوپونیکوس ونزوئلا یک ابتکار عمل از بالا به پایین و مبتنی بر موفقیت کوبا است. یکی دیگر از مشکلات کشاورزی شهری در ونزوئلا، آلودگی در مناطق اصلی شهری است. در کارخانه ارگانوپونیکو بولیوار ۱، یک تکنسین هر ۱۵ روز یکبار میزان آلودگی را در باغ اندازه‌گیری می‌کند.